# Herb La Palma del Condado
Herb La Palma del Condado (hiszp. El Escudo del municipio de La Palma del Condado) – jeden z symboli gminy La Palma del Condado. Obecny wygląd usankcjonowany jest uchwałą z 9 marca 2009 roku .

## Blazonowanie
W polu srebrnym palma naturalna, z prawej dwa kotły z uchwytami złote w słup, z lewej dwie strzały zwrócone w skos lewy, czarne w słup. Nad tarczą korona królewska otwarta.

## Opis
Herb stanowi srebrna tarcza francuska, pośrodku której umieszczona jest palma w kolorystyce naturalnej o brązowym pniu i zielonych liściach. Po prawej stronie (heraldycznej) znajdują się dwa złote kotły umieszczony jeden nad drugim. Zostały one wzięte z herbu rodziny Guzmánów i hrabstwa Niebla (hiszp. Condado de Niebla, od którego nazwę wzięła comarca El Condado, w skład której wchodzi La Palma, i od której pochodzi drugi człon nazwy miejscowości. Po lewej stronie widnieją jedna nad drugą dwie strzały zwrócone grotem w lewy (heraldyczny) górny skos. Symbolizują one dwie tercje z La Palma, którzy wsławili się umiejętnościami kuszniczymi podczas zdobycia Grenady, za co La Palma otrzymała od Królów Katolickich tytuł Villa de Fuero Real. Herb zwieńczony jest otwartą koroną królewską, składającej się ze złotej obręczy ozdobionej kamieniami szlachetnymi i zwieńczonej ośmioma kwiatonami i ośmioma perłami pomiędzy nimi .  

## Historia
Herb stosowany jest od 1872 roku . Obecnie obowiązuje na podstawie uchwały władz lokalnych z 9 marca 2009 roku  .